# Bena (geslacht)
Bena is een geslacht van vlinders uit de familie van de visstaartjes (Nolidae) en de onderfamilie Chloephorinae.

## Soorten
- Bena africana Warren, 1913
- Bena bicolorana (Fuessly, 1775) - grote groenuil
- Bena prasinana Linnaeus, 1758